# Cornelis Snoek
Cornelis Snoek ook wel bekend als Jaime Snoek (Mijdrecht, 25 december 1920 – Juiz de Fora, 29 september 2013) was een Nederlandse pater redemptorist die sinds 1952 in Brazilië woonde. Hij was een progressief denker die zich inzette voor de bevrijdingstheologie, mensenrechten, en rechten van homoseksuelen.

## Jeugd en roeping (1920-1947)
Cornelis Snoek is geboren in een grote boerenfamilie. Hij is de zoon van Nicolaas Snoek en Petronella Roeleveld. In het archief van de congregatie van redemptoristen in Brazilië zijn vier velletjes bewaard gebleven die Cornelis schreef toen hij zijn geloften aflegde in 1942. Hierin beschrijft hij hoe twee van zijn oudere zussen zijn toegetreden tot bij de Sociëteit van Jezus, Maria en Jozef, en dat de paters Donicie volle neven van zijn moeder zijn. 

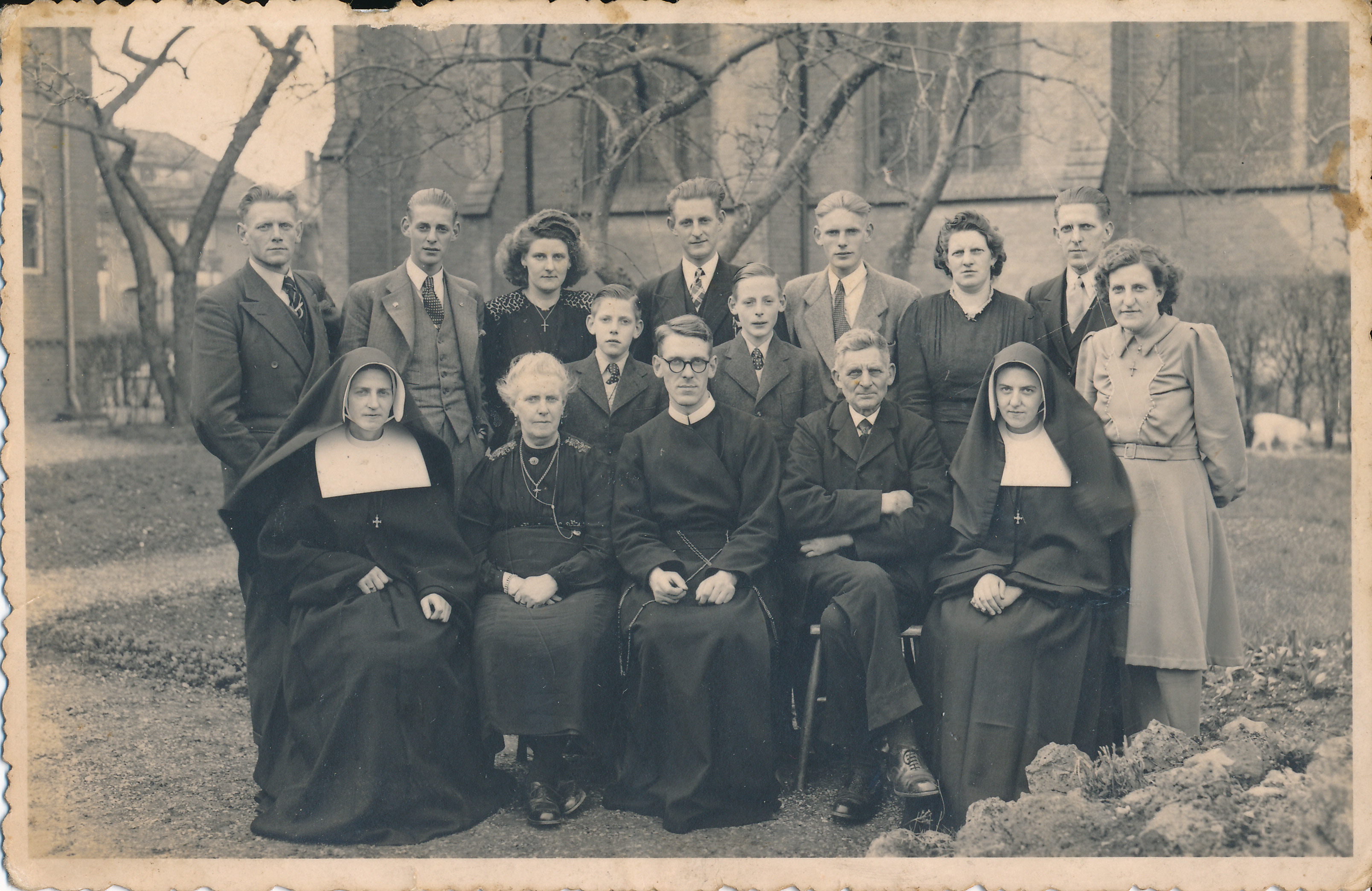
Pater Cornelis Snoek (midden) met zijn ouders, broers en zussen

Cornelis schrijft: 'Maar voordat zij [mijn zusters] er aan dachten zuster te worden, stond het bij mij al vast dat ik pastoor zou worden. Ik kan me niet herinneren ooit iets anders gewild te hebben. (...) O.L. Heer heeft bij mij, naar ik meen, een heel eenvoudig middeltje gebruikt: het zien van toog en misgewaden maakte indruk op me. Dat stond me veel aan. Al gauw begon ik op heel primitieve wijze kerkje te spelen, in tegenstelling met de andere jongens, die zich maar tot de boerderij getrokken voelden. Zoiets bleef natuurlijk niet onopgemerkt en Moeder, die een voorname rol in mijn roepingsgeschiedenis zal spelen, zag het niet ongaarne, ze zorgde zelfs dat ik misdienaar werd.' 
Na enig zoeken besluit hij pater redemptorist te worden. Hij gaat naar het Kleinseminarie Nebo in Nijmegen en daarna het grootseminarie in Wittem (1935-1947).

## Inwijding tot priester en huldiging in de Hoef (1947-1948)
In 1947 wordt Cornelis door Johan Walter Panis tot priester gewijd in Wittem.
Op 4 April 1948 wordt hij in De Hoef op feestelijke wijze ingehaald met ruiters, versierde fietsen, bruidjes en vaandels. In de Hoef zal hij zijn eerste plechtige heilige mis op dragen. Hij was de tweede afgestudeerde priester uit parochie de Hoef.

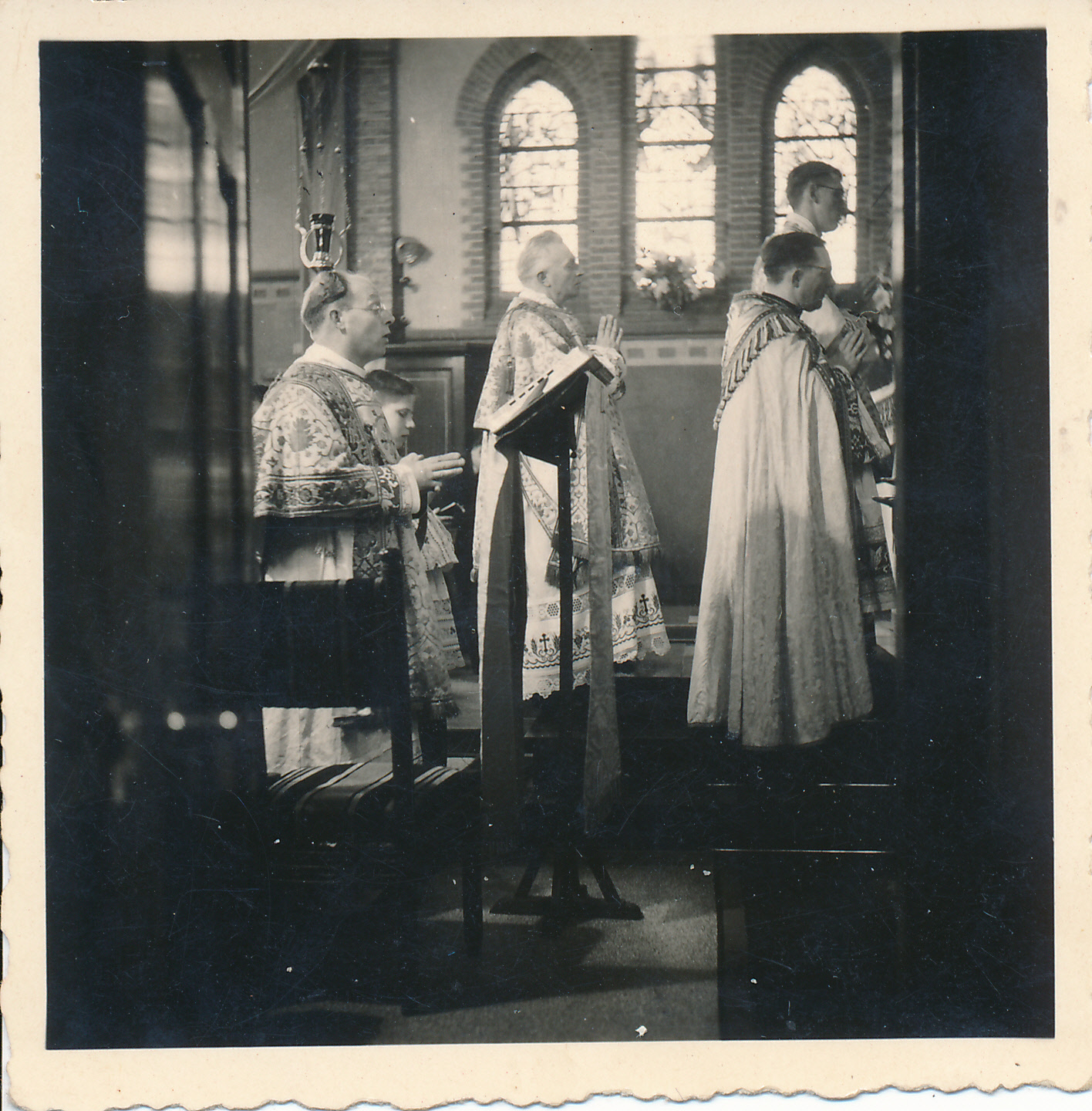
Eerste mis van pater Cornelis Snoek in de kerk van de Hoef (1948)

## Rome: Werken aan zijn proefschrift (1949-1952)
In 1948 vertrekt Cornelis naar Rome om daar moraaltheologie te gaan studeren aan Pauselijke Universiteit Angelicum. Hij weet dan al dat hij een paar jaar later zal vertrekken naar Floresta in Brazilië, om daar te werken op het gebied van moraaltheologie. Cornelis schrijft dat de periode in Rome erg belangrijk is geweest, niet zozeer vanwege de morele theologie, maar vanwege de ‘verwereldlijking’ – hij ontmoet er mensen uit alle landen – en omdat hij zijn eerste pastorale ervaring bij gemarginaliseerde groepen hadden. Hij krijgt om  te helpen in een parochie in de periferie, Borgata Prenestina genaamd. Begin 1952 promoveert Cornelis op het proefschrift ‘De idee van de gehoorzaamheid in het Nieuwe testament’.
In de laatste maanden die hem nog restten in Nederland, besluit hij zich, op aanraden van Pastoor Buys, vooral te richten op het zich bekend maken met de organisatie en achtergronden van arbeidsbewegingen. Hij neemt contact op met Christelijke arbeidsbewegingen en bezoekt de internationale centra van het JOC en de Christelijke vakbonden in Brussel. Ook volgt hij een cursus over vakbonden aan de Universiteit van Freiburg in Zwitserland.

## Vertrek naar Brazilië (1952)
Eind 1952 vertrekt hij vanuit Antwerpen met de boot richting Brazilië. Hij zal zijn moeder nooit meer terugzien. Zij overlijdt in 1957. Brazilië zal zijn nieuwe thuisland worden, hij laat zich naturaliseren tot Braziliaan. Hij neemt in Brazilië de naam Jaime aan, waarschijnlijk naar zijn tweede naam Jacobus, daar er al een pater Cornelis is.
In de tijd dat pater Cornelis Snoek in Brazilië aankomt, spelen twee ontwikkelingen een rol. Ten eerste is Brazilië in tijd zowel politiek als economisch zoekende. Het was een tijd van staatsgrepen, en politieke conflicten tussen enerzijds links de socialisten en communisten, en rechts de conservatieve elite, gesteund door het leger. Op 31 maart 1964 vindt een nieuwe staatsgreep plaats, uitgevoerd door het leger die ontevreden is met de toenemende invloed van links in de regering. Dit is het begin van een militaire dictatuur die 21 jaar zal duren.  De sociale ongelijkheid vergroot. Er is een verbod op vakbondsvorming en een loonstop. Veel tegenstanders van het regime worden ontvoerd, gemarteld en vermoord.
Ten tweede vindt ook binnen de kerk een verschuiving plaats met het Tweede Vaticaans Concilie. Paus Johannes XXIII roept op tot moderniseren. Het rooms-katholieke moet meer tegemoet komen aan de behoeften van de moderne wereld. Bijvoorbeeld op het gebied van seksualiteit en anticonceptie. Tussen 1963 en 1965 wordt er gewerkt aan deze hervormingen. Deze hervormingen zorgen voor grote verdeeldheid tussen hen die vinden dat de hervormingen te ver gaan, en hen die vinden dat de hervormingen niet ver genoeg gaan.
Een van de bisschoppen die aanwezig was, en een sterke voorstander is van hervormingen, is de Braziliaanse bisschop Hélder Câmara. Na het Tweede Vaticaans Concilie organiseert Hélder Câmara, samen met andere bisschoppen, de bisschoppenconferentie van Latijns-Amerika, CELAM, om te bepalen welke hervormingen ze door willen voeren in Latijns-Amerika. Ze besluiten dat de Rooms-Katholieke Kerk in Latijns-Amerika zich moet identificeren met onderdrukte en arme mensen, en niet met de rijken. CELAM wordt vaak gezien als het begin van de bevrijdingstheologie. De bevrijdingstheologie is erop gericht om met mensen het evangelie te lezen, om te kijken of ze hier inspiratie in kunnen vinden om zichzelf te bevrijden. Een van de bekendste uitspraken van Câmara is: ‘als ik de armen eten geef, noemen ze me een heilige, maar als ik vraag waarom ze arm zijn, noemen ze me een communist’.
Veel redemptoristische missionarissen sluiten zich aan bij deze bevrijdingstheologie, maar ook binnen de redemptorische stroming stuit deze beweging op weerstand. Ook het Vaticaan is niet erg blij met deze beweging, en probeert haar zoveel mogelijk af te remmen. Hélder Câmara is drie keer voorgedragen voor de Nobelprijs, maar onder druk van het Vaticaan wordt deze hem geen een keer toegekend. Nadat hij de prijs aan zich voorbij ziet gaan ten gunste van Kissinger, schrijft hij het comité een vriendelijke brief of ze hem alsjeblieft nooit meer voor willen dragen. Het militaire regime in Brazilië is ook niet blij met Hélder Câmara. Zijn woning wordt verschillende keren beschoten met een machine geweer, en verschillende van zijn paters worden ontvoerd, gemarteld en soms vermoord.
Dit is het politieke en theologische klimaat waar pater Cornelis Snoek in terecht komt als hij in Brazilië komt, en hij voelt zich erg aangetrokken tot de bevrijdingstheologie, hier oriënteert hij zich al in Rome op. Deze interesse heeft er waarschijnlijk voor gezorgd dat hij in Brazilië gestationeerd werd. Het was toen nog niet gebruikelijk dat de kerk zich uitsprak over kwesties van sociale rechtvaardigheid.

## Aankomst in Juiz de Fora (1953)
Als pater Snoek aankomt in Brazilië, in januari 1953, 32 jaar oud, vestigt hij zich in Juiz de Fora, een stad ongeveer 200 kilometer boven Rio de Janeiro.
Pater Snoek schrijft: 'Ik bleef twee jaar werken in de parochie, en raakte snel geïntegreerd. Met veel ondersteuning van de provincie en de samenwerking van de parochianen (Salvador Bergo, Fernando Dias en vele anderen en de zusters van het Casa Maternal (Moederhuis) openden we het Ambulatorium (polikliniek die deel is van een klooster). Ik kwam in contact met de kring van arbeiders en met de vakbonden. Het was zo dat mijn vriendschap met Clodesmith Riani ontstond.' 
Clodesmidt Riani (1920) is een vakbondsleider en politieke mijnwerker in Juiz de Fora. Hij streed voor betere lonen voor mijnwerkers. In deze strijd werd hij gearresteerd en gemarteld. 

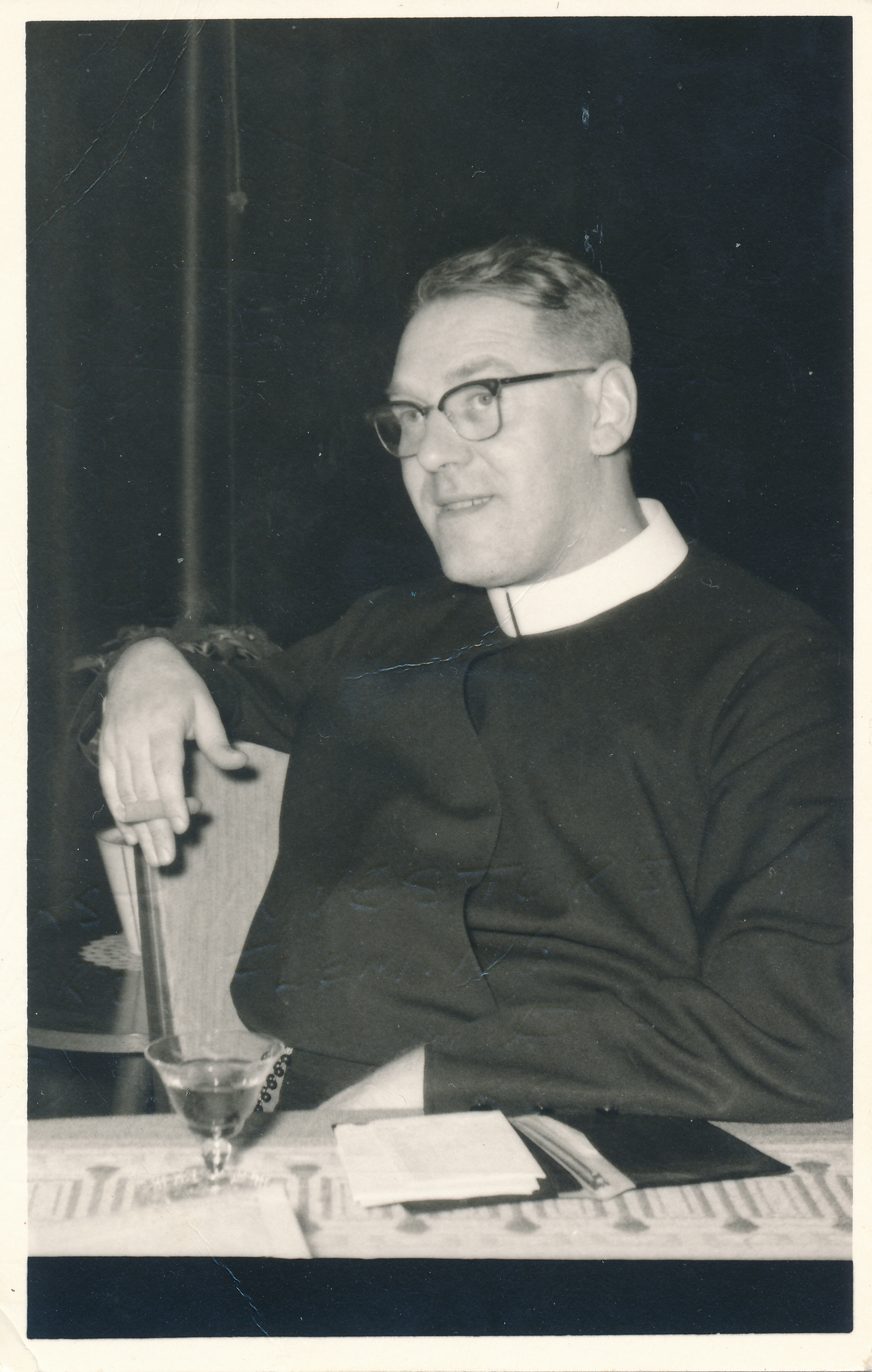
Pater Cornelis Snoek tijdens een familiebezoek

## De mijnstaking van CME (1955)
Op 17 maart 1955 breekt er een staking uit bij de CME (Companhia Mineira de Electricidade), een mijnbedrijf van elektriciteit. Pater Snoek wordt gevraagd hierbij te ondersteunen. De gemoederen lopen hoog op.
Pater Snoek schrijft: 'Ik was midden in mijn lesgeven toen er een staking was in de Companhia Mineira de Electricidade. De stakers vroegen om de aanwezigheid van Dom Othon Motta in een beslissende vergadering. Hij vroeg me om hem te vertegenwoordigen. Het was een geagiteerde vergadering, tot diep in de nacht. De volgende ochtend, voordat ik terugkeerde naar Floresta, liet ik een steunverklaring achter bij de redactie van het Diário Mercantil (handelsdagblad).' 
De krant plaatst de steunbetuiging van pater Snoek, getiteld ‘Als er twee aan dezelfde tafel eten en de een honger krijgt’. Het was een soort open brief aan de CME-leiders. Dit valt in verkeerde aarde bij de leiders van het mijnbedrijf, die toevallig ook de weldoeners zijn van het seminarie van Floresta. Zij schrijven een venijnige reactie: ‘Missie geïnspireerd door een klimaat van verraderlijkheid, intriges en vulgair populisme’. Stakingen in Brazilië waren in die tijd helemaal niet gebruikelijk. Pater Snoek schrijft dat als hij niet de bescherming had genoten van Dom Othon, de hulpbisschop, hij niet weet wat er gebeurd zou zijn, wellicht was hij dan in de gevangenis beland en ‘verdwenen’. De gemoederen worden uiteindelijk gesust door Dom Othon en de charismatische pater João Batista Michelotto. De stakers krijgen een loonsverhoging.

## Faculteit Sociale Dienst (1958)
Tijdens een van de cursussen moraaltheologie die pater Snoek geeft, wordt hij benaderd door de Zusters van de Gekruisigde Jezus: zij wilden een faculteit voor sociale dienst oprichten aan de Staatsuniversiteit van Juiz de Fora. Pater Snoek bemiddelde voor hen, en gaf tot aan zijn pensionering les op het instituut.
Pater Snoek schrijft: 'De studenten eerden me door mijn naam te geven aan de Faculteit. De faculteit werd ten tijde van de ‘revolutie’ gezien als ‘een hol van het communisme’. Ik was me er niet bewust van dat ik zoveel risico nam. Pas later hoorde ik dat ik aan verhoor ontsnapt was'.
Deze faculteit sociale dienst werd in 1969 opgenomen in de staatsuniversiteit van Juiz de Fora.
Bij zijn pensionering spreekt de huidige professor van de Faculteit Sociale Dienst, Marilene Schelgshorn dos Santos de Sansão de volgende woorden: 'In de moeilijke tijden van de militaire dictatuur, waarin de meest absurde intellectuele en politieke onderdrukking heerste in Brazilië, was je daar als schild voor de faculteit tegen de aanvallen van de politie. Er wordt gezegd dat u uw huis verliet, soms bij zonsopgang, om de politie te confronteren bij de invasie van het schoolgebouw en het huis waar de zusters woonden.'

## Seksuele ethiek en homo-emancipatie (1967)
Een van de onderwerpen die pater Jaime Snoek aan het hart gingen, was seksuele ethiek. Hij is een progressief denker en publiceert o.a. Ensaio de Etica Sexual (Een poging tot een seksuele ethiek), dit boek is in diverse talen vertaald. Een ander boek van hem is Etica Sexual E Matrimorial (Seksuele ethiek van het huwelijk). Tevens publiceerde hij een veertigtal artikelen o.a. in het internationale tijdschrift Concilium.
In 1967 publiceert Cornelis in een tijdschrift van franciscanen een artikel waarin hij pleit voor begrip voor mensen die homoseksueel zijn: Zij zijn net als wij. Beschouwingen over homofilie. (Eles tamben sao da nossa estirpe. Consideracoes sobre a homofilia). In deze tijd was er nog veel homofobie, en werd homofilie als een ziekte gezien, of als pervers, of als crimineel. In zijn artikel pleit Cornelis voor het normaliseren van homoseksualiteit. Hij beargumenteert dat homoseksualiteit aangeboren is, en niet ‘genezen’ kan worden. Vandaar dat huwelijken met het andere geslacht als normaliseringsstrategie ontmoedigd moeten worden. Ook is het onmenselijk om celibaat van hen te verwachten, aangezien het celibaat een roeping moet zijn, en veel van de mens vraagt. Echter, er moet voor homoseksuelen ook een pad van heiligheid zijn, een christelijke manier om homoseksueel te zijn. Deze christelijke weg is het aangaan van stabiele en monogame relaties.
Er komen veel protesten tegen het artikel, met name dat het niet past in een katholiek tijdschrift, ook al verwijst pater Jaime Snoek naar het Tweede Vaticaans Concilie, dat oproept tot modernisering.
Een Braziliaanse krant publiceert in 2019 een artikel waarin ze de publicatie van pater Jaime Snoek roemen als de start van homo-emancipatie en LGHTB-rechten in Brazilië.

## Het redden en uitbreiden van de bibliotheek van Floresta
Nadat het seminarie in Floresta gesloten wordt, blijft de bibliotheek van Floresta verlaten achter. Pater Jaime Snoek neemt de taak op zich om de bibliotheek te redden. Hij koopt veel boeken, en abonneert zich op veel tijdschriften over filosofie en theologie. Hij huurt assistenten en bibliothecarissen in. Hij zoekt een nieuwe locatie in de stad, zodat de bibliotheek ook toegankelijk is voor universiteitsstudenten en het brede publiek. Hij neemt een architect in de hand om een eenvoudig, functioneel en mooi gebouw te ontwerpen: de biblioteca Redentorista (Verlossingsbibliotheek). Kasten in stijl worden door de congregatie aangekocht. Met zijn Volkswagen Kever verhuist hij de boeken. In het jaar 2000 registreerden zich de 15.000e gebruiker. Momenteel heeft de bibliotheek 70 duizend boeken en zesduizend tijdschriften, waaronder zeldzame werken van onschatbare waarde. Als erkenning voor het werk dat pater Snoek heeft gedaan voor de bibliotheek, plakte de provincie zijn naam aan de naam van deze bibliotheek: Biblioteca Redentorista. Pe Jaime Snoek C.S.s.R.

## CDDH (Centrum voor de Verdediging van de Rechten van de Mens) (1980)
In 1980 richt Pater Jaime Snoek een bureau op voor de verdediging van mensenrechten. Hier werken maatschappelijk en juridisch onderlegde medewerkers die zich inzetten om arme boeren te verdedigen die dreigen hun land kwijt te raken. In de ontvangkamer hangen de foto’s van de misdeelde en soms gedode landloze boeren.
Pater Jaime Snoek schrijft: 'Het idee ontstond aan het einde van de dictatuur. De campagne was een richting opgegaan van politieke partijdigheid die veel katholieken niet aanstond. Met dr. Celso Matias lanceerde we het idee van een beweging meer met de Kerk verbonden. Met grote steun van Renovação Cristã de Brasíl (RCB) (Christelijke Vernieuwing van Brazilië)  lanceerden we, in een zaal in Glória, het CDDH, met een zetel in de Curia.' 
Bij zijn overlijden plaatst het CDDH een kort eerbetoon aan Cornelis op hun website. De directeur Rodrigo de Souza Filho schrijft: ‘hij slaagde erin om het leven te redden van veel linkse studenten en docenten die destijds tegen het regime waren.’

## Laatste jaren

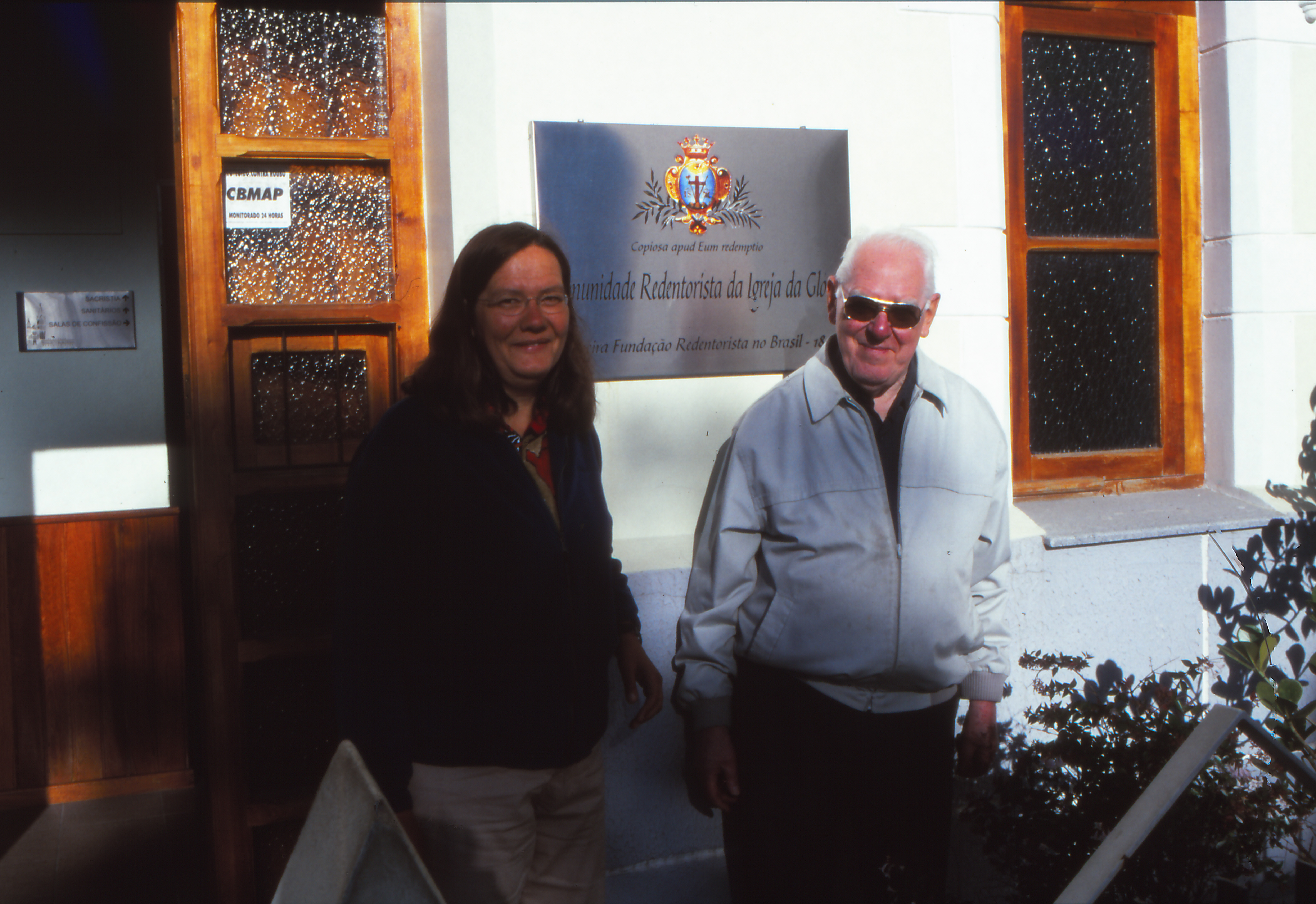
Pater Jaime Snoek in 2011

In 2005 wordt de ziekte van Alzheimer vastgesteld bij pater Jaime Snoek. Aanvankelijk ging hij nog door met zijn pastorale werkzaamheden, maar zijn toestand ging hard achteruit. Op zijn tachtigste schreef hij nog: ‘Nu ik mijn 80 jaar bereik dank ik God voor alles dat hij me gaf in deze reis en vol vertrouwen ga ik door op de weg naar het volgende station.’
Hij overlijdt op 29 september 2013, 92 jaar oud.

## Publicatielijst (niet compleet)
Snoek, C.J. (1952) "De Idee der Gehoorzaamheid in het Nieuwe Testament", Utrecht. (boek)
Snoek, C.J. (1967) “Eles também são da nossa estirpe: considerações sobre a homofilia”. Revista Vozes. [in een Franscicanen tijdschrift, title: Ze zijn net als wij: overwegingen over homofilie]
Raimundo Caramuru de Barros, Joseph Romer, Bernardino Leers, and Jaime Snoek, Bens temporals numa igreja pobre (Petrópolis: Vozes, 1968) [Tijdelijke goederen in een arme kerk]
Snoek, C.J. (1970) “Marriage and the Institutionalization of Sexual Relations.” pp. 111–22 in F. Bockle (ed.) The Future of Marriage as Institution. New York: Herder and Herder. 
Snoek, C.J. (1972) "A Igreja Perante o casamento Fracassado" (boek) [De kerk, voordat het huwelijk mislukte]
Snoek, C.J. (1981) "Ensaio de Ética Sexual", Sao Paulo. (artikel) [Essay over seksuele ethiek / een poging tot seksuele ethiek)
Snoek, C.J. (1989) "Humanae Vitae: vinte anos depois", in 'Persp. Teol. 21 p. 305 – 315. (artikel) [Humanae Vitae: twintig jaar later]
Snoek, C.J. (onbekend) Etica Sexual E Matrimorial (Sexuele ethiek van het Huwelijk)
- Nationale Bibliotheek van Tsjechië: kup19960000092720
- Virtual International Authority File: 84477192